# 전익기

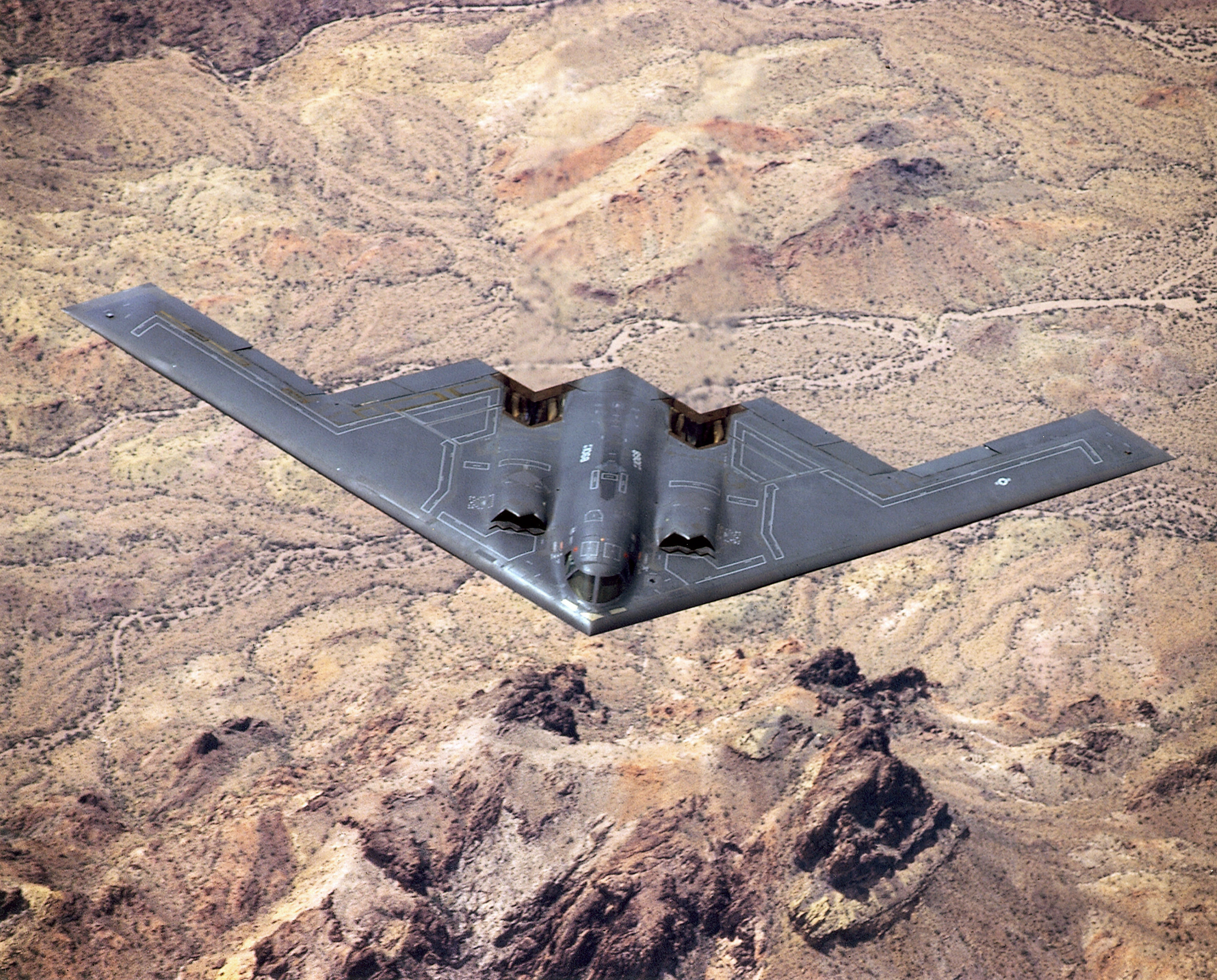
노스럽 그러먼 B-2 스피릿 스텔스 폭격기

전익기 또는 비행익기, 플라잉 윙(flying wing)는 꼬리가 없는 고정익기로, 명확한 동체가 없으며, 승무원, 탑재량, 연료 및 장비가 주 날개 구조 내부에 수용되어 있다. 전익기에는 꼬투리, 나셀, 물집, 붐 또는 수직 안정 장치와 같은 다양한 작은 돌기가 있을 수 있다.
기술적으로 전익기가 아닌 유사한 항공기 설계는 때때로 무심코 그렇게 언급된다. 이러한 유형에는 동체는 있지만 날개가 없는 날개 동체 혼합형 항공기와 양력형 항공기가 포함된다.
순수 비행익은 이론적으로 고정익 항공기의 항력이 가장 낮은 설계 구성이다. 그러나 기존의 안정화 표면과 관련 제어 표면이 부족하기 때문에 가장 순수한 형태의 전익기는 불안정하고 제어하기 어렵다는 문제가 있다.
기본 전익기 구성은 1920년대에 종종 다른 꼬리 없는 디자인과 함께 중요한 연구 대상이 되었다. 제2차 세계 대전 당시 나치 독일과 연합군 모두 전익기 개발에 진전을 이루었다. 전익기에 대한 군사적 관심은 1950년대 초음속 항공기의 개발과 함께 줄어들었지만 스텔스 기술의 잠재력으로 인해 1980년대에 다시 관심을 끌었다. 이러한 접근 방식은 결국 노스럽 그러먼 B-2 스피릿 스텔스 폭격기로 이어졌다. 화물이나 승객을 위한 대규모 운송 역할에 이를 사용하는 것에 대한 지속적인 관심이 있어 왔다. 보잉, 맥도널 더글러스 및 암스트롱 휘트워스는 전익기 여객기에 대한 설계 연구를 수행했다. 그러나 그러한 여객기는 아직 건조되지 않았다.
전익기 개념은 대부분 아음속 항공기에 적합하다. 초음속 전익기는 지금까지 만들어지지 않았다.